# 2-Naphtol
2-Naphtol hay β-naphtol là chất rắn dạng tinh thể màu, có công thức C10H7OH. Chất này là đồng phân của 1-naphtol, khác nhau bởi vị trí của nhóm hydroxyl trên naphtalen. Các chất naphtol là naphtalen tương ứng của phenol, với nhóm hydroxyl có hoạt tính cao hơn của phenol. Cả hai đồng phân naphtol tan được trong rượu đơn, ete và cloroform. Chúng được sử dụng trong công nghiệp sản xuất thuốc nhuộm và các chất hữu cơ tổng hợp. Ví dụ, 2-naphtol phản ứng tạo thành BINOL. 